# Richard Onslow, I baronetto
Henry Trollope (23 giugno 1741 – Southampton, 27 dicembre 1817) è stato un ammiraglio britannico, particolarmente distintosi nel corso della battaglia di Camperdown quando distrusse o catturò le unità della divisione di retroguardia olandese, al comando del viceammiraglio Hermanus Reijntjes.

## Biografia

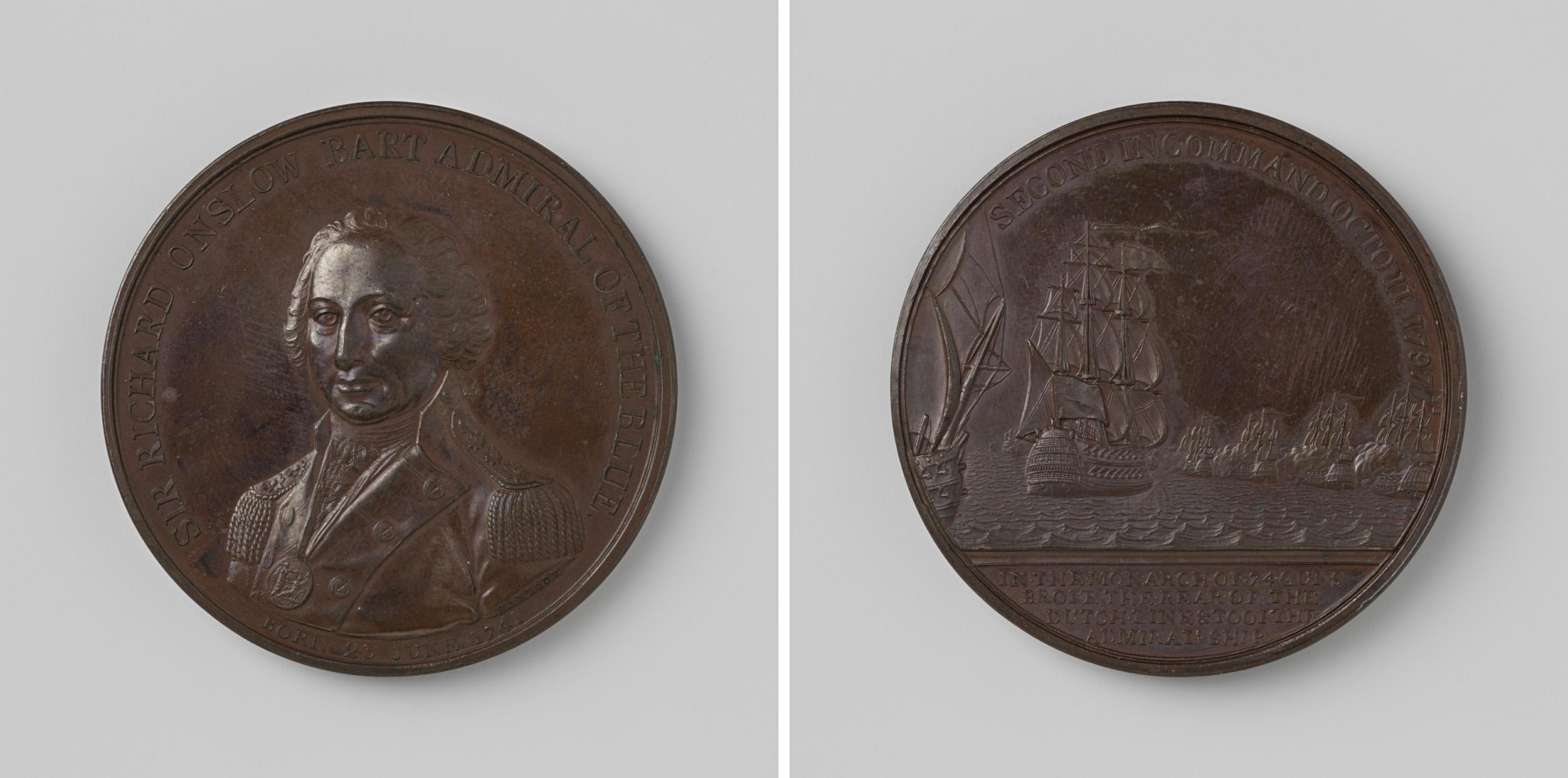
La medaglia, coniata a Birmingham, che commevorava la vittoria di Camperdown.

Nacque il 23 giugno 1741, figlio minore del tenente generale Richard Onslow e di sua moglie Pooley Walton e godette di un notevole appoggio mentre scalava rapidamente i ranghi della Royal Navy.
Fu nominato quarto tenente sul vascello da 60 cannoni Sunderland, captain John Colville, il 17 dicembre 1758 dal viceammiraglio George Pocock, quinto luogotenente sul Grafton, captain Richard Kempenfelt, dal 3 marzo 1759 e quarto luogotenente sulla nave ammiraglia di Pocock, lo Yarmouth il 17 marzo 1760, con la quale tornò in Inghilterra.
Divenne comandante dello sloop Martin, appena entrato in servizio, l'11 febbraio 1761, con cui navigò nello Skagerrak fino alla sua promozione a post captain e comandante della fregata da 44 cannoni Humber il 14 aprile 1762. Si imbarcò sulla Humber a giugno, salpando con essa da Yarmouth il 7 settembre come scorta della flotta diretta nel Mar Baltico composta da sessantuno navi.   La Humber fece naufragio al largo di Flamborough Head quattro giorni dopo a causa di un errore del pilota. A causa di questo naufragio fu sottoposto a corte marziale, venendo assolto da ogni accusa. Il promosso post captain il 29 novembre 1762 fu nominato comandante della fregata Phoenix, con la quale operò nel Mediterraneo prima di rientrare a Portsmouth verso la fine del maggio 1763.
Dal gennaio 1766 comandò la Aquilon da 28 cannoni, raggiungendola a Portsmouth dove, secondo quanto previsto, sarebbe stata allestita per prestare servizio lungo la costa della Guinea;  tuttavia, a marzo la nave venne inviata espressamente a Gibilterra con istruzioni per il locale governatore riguardo a una prevista controversia tra Portogallo e Spagna. Da allora in poi la nave rimase nel Mediterraneo, visitando Cadice, Marsiglia e Genova, e arrivando a Lisbona da Gibilterra alla fine dell'anno. Durante la prima parte del 1768 visitò Minorca, Lisbona e Cadice, a luglio era a Napoli prima di salpare per la Corsica e Livorno, e arrivò a Spithead per essere messa in riserva nel luglio 1769.
Assunse il comando della fregata da 32 cannoni Diana nell'ottobre 1770 all'inizio della disputa sulle Isole Falkland, salpando per il Mediterraneo nel gennaio 1771 e poi partendo per la Giamaica il 23 maggio agli ordini del vice ammiraglio Sir George Rodney.  Egli tornò a Spithead al comando del vascello da 60 cannoni Achilles il 1 aprile 1773, e questa nave fu messa in riserva in quello stesso mese. Dopo aver acquistato una tenuta sposò Anne, figlia del commodoro Matthew Michell di Chitterne, Wiltshire da cui ebbe cinque figli e quattro figlie.
Non ricevette un altro comando fino al 31 ottobre 1776, quando fu assegnato al St Albans da 64 cannoni, che allora serviva come nave guardiaporto. Con esso salpò per una breve crociera, anche se la nave era a corto di personale, nel febbraio 1777. Rientrato alla base rimase ferito ad una spalla da due banditi vicino a Hounslow mentre tornava a Londra da Bath dopo essersi rifiutato di scendere dalla sua carrozza.
Nell'aprile 1777 con il St. Albans scortò un convoglio per New York arrivando nel Nord America il 16 giugno, avendo molti malati a bordo.  Unitosi alla flotta di Lord Howe in tempo per respinta la flotta francese dell'ammiraglio Charles Henri d'Estaing il 22 luglio 1777 a Sandy Hook.
Salpò quindi per le Indie Occidentali il 4 novembre 1778 con la squadra del commodoro William Hotham e prese parte alla cattura di Saint Lucia dove supervisionò lo sbarco delle truppe sull'isola,  e alla sua difesa contro d'Estaing in quel dicembre al Cul-de-Sac.  Nell'agosto 1779 scortò, insieme ad altre due navi da guerra, un convoglio di 150 navi da Saint Kitts a Spithead arrivandovi il 31 luglio. Nonostante il fatto che il St. Albans fosse in cattive condizioni generali, fu ordinato al vascello di integrare la Channel Fleet dopo la sua ritirata in agosto, e salpò da Portsmouth per unirsi a quella forza navale nella prima settimana di settembre.
Assunse poi il comando del vascello Bellona, assegnato alla Channel Fleet allora al comando dell'ammiraglio Francis Geary, nel febbraio 1780, e in riconoscimento della sua nuova nomina fu ricevuto a Corte dove baciò la mano del re. Unitosi alla squadra del viceammiraglio Samuel Barrington al largo di Ouessant in aprile, la Bellona scortò successivamente un convoglio di sei East Indiaman dai Downs a Portsmouth in maggio prima di prestare servizio nella campagna della Channel Fleet dal giugno al dicembre di quell'anno. Navigando in compagnia del vascello Marlborough, captain Taylor Penny, catturò la nave di linea olandese Prinses Carolina nei Downs il 30 dicembre 1780, in quanto il nemico non era apparentemente a conoscenza che i paesi erano in guerra. Il Bellona sparò con i cannoni del ponte inferiore colpendo la bandiera della Prinses Carolina e dopo mezz'ora di combattimento la nave olandese si arrese. La Bellona perse nello scontro un uomo ucciso e due feriti, la nave olandese quattro uomini uccisi e una dozzina feriti.
Prese poi parte alla spedizione di soccorso a Gibilterra condotta l'ammiraglio George Darby nell'aprile 1781, e arrivò successivamente a Portsmouth dai Downs il 14 dicembre per unirsi alla squadra del contrammiraglio Richard Kempenfelt. Sottoposto a lavori di raddobbo nel febbraio 1782 il Bellona era quasi pronto a prendere il mare. Partecipò alla campagna della flotta della Manica da aprile ad agosto, prestò servizio con lo squadra di Kempenfelt al largo di Brest nel mese di maggio, salpò da Spithead con lo squadra del viceammiraglio Mark Milbanke il 28 agosto e fu con la flotta dell'ammiraglio Lord Howe durante il soccorso a Gibilterra il 18 ottobre e la successiva azione al largo di Capo Spartel. In seguito a questa operazione, la Bellona partì con il contrammiraglio Sir Richard Hughes per le Isole Sottovento, ma non vide alcuna azione significativa in quella stazione e, firmata la pace, tornò a Portsmouth il 18 maggio 1783 con la squadra del contrammiraglio Sir Francis Samuel Drake, venendo messa fuori servizio a giugno.   In quello stesso mese egli fu messo a mezza paga.
Nell'ottobre 1787 gli fu assegnato il comando del vascello da 74 cannoni Triumph a Portsmouth durante la crisi con i Paesi Bassi, ma le pessime condizioni di questa nave la tennero a Portsmouth fino al mese di novembre, quando fu disposto che si portasse a Chatham per essere riparata.  Il 31 marzo 1789 fu nominato comandante del Magnificent a Portsmouth, con il quale salpò l'11 luglio per Weymouth per imbarcare il re e la sua famiglia e per una breve crociera. La Magnificent partecipò alla Naval Review di Plymouth il 18 agosto, ed egli comandò temporaneamente il porto di Portsmouth tra il novembre e il dicembre, e di nuovo nell'aprile 1790 quando il viceammiraglio Robert Roddam si prese un periodo di congedo. Con la squadra di Roddam il Magnificent salpò dal porto per Spithead il 10 maggio 1790, rimanendo in mare durante la mobilitazione contro la Spagna di quell'anno.  Il 21 settembre fu nominato colonnello del Royal Marines.
In seguito alla ripresa delle ostilità con la Francia, fu promosso contrammiraglio del bianco il 1º febbraio 1793 e contrammiraglio del rosso il 12 aprile 1794, viceammiraglio del bianco il 4 luglio 1794, e viceammiraglio del rosso il 1º giugno 1795 anche se durante questo periodo rimase a terra. Dal dicembre 1795 tenne brevemente il comando della stazione navale di Plymouth con la sua bandiera a bordo del Cambridge, captain Richard Boger, e in tale veste confiscò uno squadra olandese di cinque navi da guerra il 4 marzo 1796, tra cui i vascelli Zeeland (64), Braakel (54) e Tholin (36), che furono aggiunte alla Marina britannica. Il 16 luglio cedette il comando al viceammiraglio Sir Richard King.
Nel mese di novembre salì a bordo della Nassau per agire come secondo in comando della flotta del Mare del Nord sotto l'ammiraglio Adam Duncan.
Durante l'ammutinamento di Spithead e del Nore represse una rivolta a bordo del Nassau e fu inviato da Duncan per sedare quella sullo Adamant. Quando l'equipaggio del Nassau si rifiutò di salpare il 26 maggio 1797, egli spostò la sua insegna sullo Adamant e fino alla fine dell'ammutinamento, lui e Duncan (sulla Venerable)  mantennero il blocco di Texel da soli, facendo segnali a un'immaginaria flotta posta oltre l'orizzonte. Il 25 luglio 1797 alzò la sua insegna sul Monarch e a bordo di essa che prese parte alla battaglia di Camperdown l'11 ottobre 1797. Il suo capitano di bandiera, Edward O'Bryen,  lo avvertì che le navi olandesi erano troppo vicine tra di loro per passarci in mezzo, al che egli rispose "Il Monarch passerà". La Monarch fu, infatti, la prima nave britannica a rompere la linea di fila olandese e ad attaccare lo Jupiter da 72 cannoni, nave di bandiera del viceammiraglio Hermanus Reijntjes, comandante della divisione di retroguardia, che successivamente gli consegnò la sua spada. La vittoria fu dipinta dall'artista Thomas Rowlandson, un amico di suo cognato, Matthew Michell, nel dipinto Glorious Defeat of the Dutch Navy Octr 10 1797, by Admirals Lord Duncan and Sir Richard Onslow, with a View Drawn on the Spot of the Six Dutch Line of Battle Ships Captured and Brought into Yarmouth.
Per il suo comportamento a Camperdown il 30 ottobre fu creato 1° baronetto di Althain e premiato con la Freedom of the City of London. Divenne comandante in capo a Plymouth nel 1796.
Andò in congedo per malattia il 10 dicembre 1798 e si ritirò dal servizio poche settimane dopo. Fu promosso ammiraglio del blu il 14 febbraio 1799, e ritiratosi a vita privata ammiraglio blu il 23 aprile 1804 e ammiraglio del rosso il 9 novembre 1805. Tenente generale del Royal Marines nel maggio 1814, ricevette la Gran Croce dell'Ordine del Bagno il 2 gennaio 1815. Si spense il 27 dicembre 1817 a Southampton all'età di 76 anni.

### Annotazioni
1. ↑  Era il fratello minore del politico Whig di Rockingham George Onslow, che morì nel 1792 dopo essersi apertamente opposto ai suoi vecchi colleghi nella guerra d'indipendenza americana, e pronipote dell'ammiraglio Sir George Walton. Suo zio era Arthur Onslow Speaker della Camera dei comuni.
2. ↑  Fanny Onslow (1775–1844), sposò il viceammiraglio Sir Hyde Parker (1739–1807) nel 1800 e ebbe due figlie e un figlio; George Cranley Onslow (morto in tenera età); Roger Onslow (morto in tenera età); Matthew Richard Onslow (1781–1808), sposò Sarah Seton nel 1805 e ebbe due figlie; Anne Onslow (1783–1853), sposò Francis Lake, II visconte Lake (1772–1836) nel 1833, sposò Henry Gritton nel 1837; Sir Henry Onslow, II baronetto (1784–1853), sposò Caroline Bond ed ebbe quattro figlie e cinque figli; Elizabeth Onslow (1788–1861), sposò Robert Lewis (1793–1840) ed ebbe cinque figlie e due figli; Harriet Onslow (1791–1860), sposò James Norman Creighton (1786–1838) e ebbe due figlie e un figlio; il capitano John James Onslow (1796–1856), sposò Lavinia Dinning (1796–1871) e ebbe quattro figli e due figlie.
3. ↑  Il Bellona catturò nave francese La Solitaire nelle Indie occidentali prima che rientrasse in Gran Bretagna.

### Fonti
1. 1 2 3 4 5 6 7 8 9 10 11 12 13 14 15 16 17 18 19 20 21 22 23 24  Morethannelson.
2. 1 2 3 4 5 6 7 8  O'Byrne 1849, p. 838.
3. 1 2 3 4 5 6 7 8 9 10 11 12 13 14 15 16 17 18 19 20 21 22 23  Lee 1895, p. 225.
4. 1 2 3 4 5 6 7 8 9  Threedecks.